# Historyjka użytkownika
Historyjka użytkownika (ang. user story) – metoda opisywania wymagań przy tworzeniu oprogramowania w metodykach zwinnych. Historyjki są zazwyczaj pisane z perspektywy użytkownika końcowego. Stosowany jest prosty język, który jest zrozumiały zarówno przez programistów, jak i osoby nietechniczne (np. analitycy, projektanci, menedżerowie).
Typowa historyjka użytkownika jest napisana według następującego szablonu:
Jako <użytkownik> chcę <potrzeba>, żeby <cel do osiągnięcia>.

W powyższym szablonie użytkownikiem może być persona lub rola w systemie. Potrzebą może być potrzeba w rozumieniu psychologicznym lub funkcjonalność systemu. Natomiast potrzeba nie powinna sugerować konkretnych rozwiązań (np. chcę pole tekstowe). Cel do osiągnięcia to wartość którą dostarcza system, problem do rozwiązania lub po prostu powód podjęcia danej akcji w systemie.
Przykładowe historyjki użytkownika:
- Jako użytkownik Wikipedii chcę edytować artykuł, żeby dopisać lepszy przykład ilustrujący artykuł.
- Jako klient banku chcę zobaczyć listę ostatnich transakcji, żeby kontrolować swoje wydatki.
- Jako właściciel salonu fryzjerskiego chcę opublikować reklamę w internecie, żeby przyciągnąć więcej klientów.

Poza uzupełnionym szablonem historyjka powinna zawierać tzw. warunki satysfakcji (ang. acceptance criteria) które są sprawdzane w trakcie testów akceptacyjnych i pozwalają potwierdzić, że dana historyjka została zaimplementowana zgodnie z oczekiwaniami. Historyjka użytkownika to bardzo wygodna forma wyrażenia wymagania – wartości biznesowej. Jest zapisywana w taki sposób aby mogła być zrozumiana zarówno przez osobę techniczną, jak i osobę odpowiedzialną za biznesową stronę przedsięwzięcia. Testy oparte na historyjkach użytkownika to np. testy na poziomie systemu albo testowanie akceptacyjne.